# 马特坦
马特坦（Mattan），是印度查谟-克什米尔邦Anantnag县的一个城镇。总人口6367（2001年）。

## 人口
该地2001年总人口6367人，其中男性3297人，女性3070人；0—6岁人口780人，其中男347人，女433人；识字率54.33%，其中男性为65.73%，女性为42.08%。